# Dmitri Sokolov (cycliste russe)
Pour le joueur de basket-ball, voir Dmitri Sokolov. Pour les homonymes, voir Sokolov.
Dmitri Sokolov (né le 19 mars 1988 à Ijevsk) est un coureur cycliste russe.

## Biographie
Dmitri Sokolov naît le 19 mars 1988 en URSS.

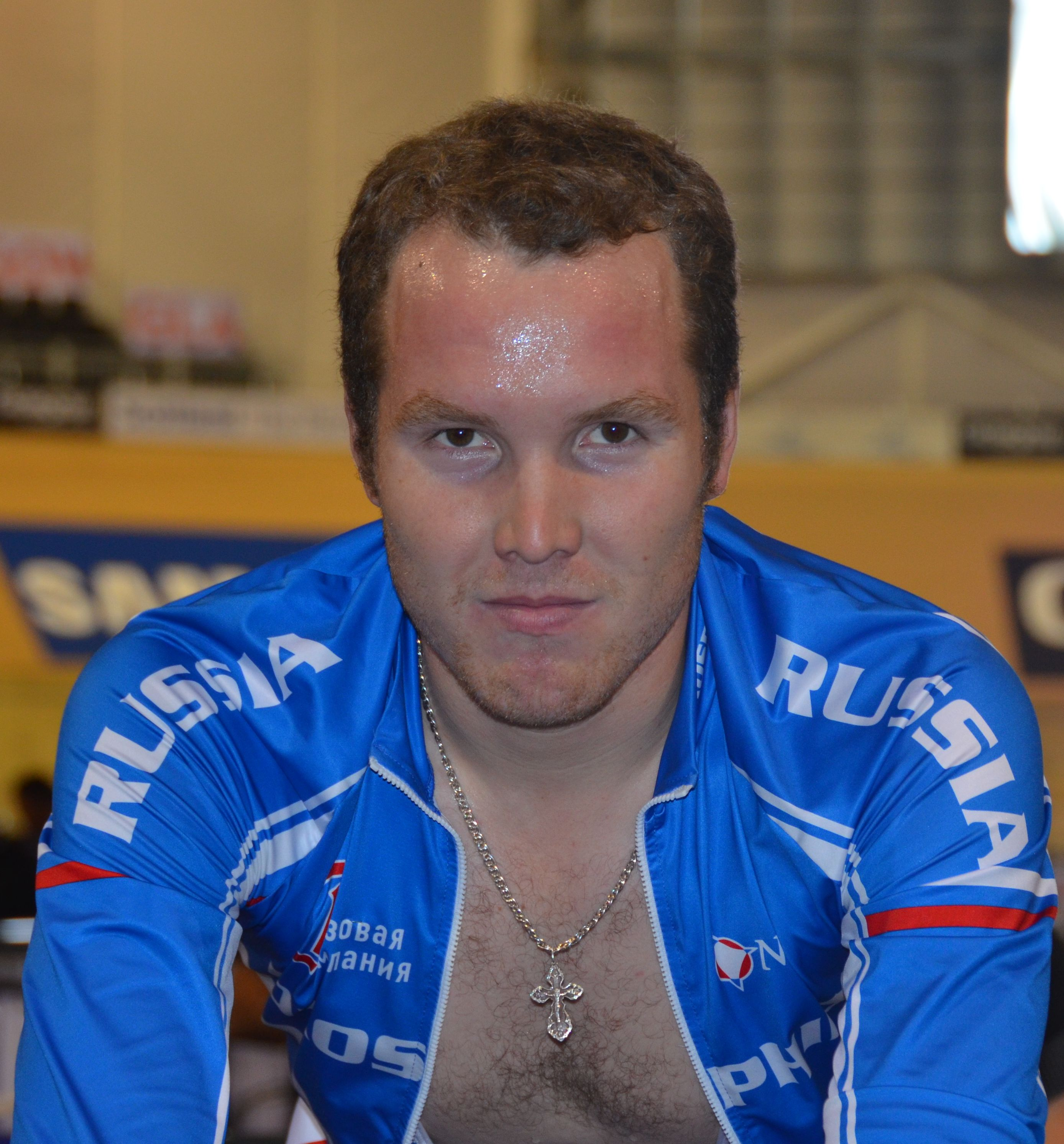
Dmitriy Sokolov en 2012.

Il devient champion d'Europe du contre-la-montre juniors en 2005, titre qu'il conserve l'année suivante, où il remporte la 2e étape du Giro di Basilicata et la 1re étape du Trofeo Karlsberg qu'il termine deuxième. En 2008, il termine 3e du Gran Premio Capodarco.
Dmitri Sokolov court pour l'équipe Katyusha Continental de début janvier jusqu'au 20 août 2010. Il termine 3e du Mémorial Viktor Kapitonov. En 2012, il entre dans l'équipe Lokosphinx et termine 2e du championnat de Russie du contre-la-montre.
Son nom est cité dans le rapport McLaren, où il est fait état de dopage systématique et de test positif couvert par les autorités russes. 
Quelques jours avant le début des Jeux olympiques de Rio de 2016, l'UCI annonce que Sokolov, ainsi que d'autres cyclistes russes, ne peuvent participer aux Jeux en raison de son historique avec le dopage. Sokolov devait participer avec trois autres coureurs à l'épreuve de poursuite par équipes et ils décident de porter l'affaire devant le TAS. L'appel est rejeté et l'Italie est désignée pour remplacer l'équipe russe dans l'épreuve. En septembre 2017, il porte l'affaire devant la cour suprême de l'Ontario et réclame des dommages et intérêts pour ne pas avoir pu participer aux Jeux. Il réclame une indemnisation de 7 millions de dollars, car il considère que son exclusion est due à une enquête précipitée et qu'elle a causé d'importants dommages à leur réputation.
En octobre 2017, Sokolov remporte la médaille de bronze en poursuite par équipes aux championnats d'Europe.

## Palmarès sur route

### Par années
- 2005
  -  Champion d'Europe du contre-la-montre juniors
  - 8e du championnat du monde du contre-la-montre juniors
- 2006
  -  Champion d'Europe du contre-la-montre juniors
  - 1re étape du Trofeo Karlsberg
  - 2e étape du Giro di Basilicata
  - 2e du Trofeo Karlsberg
  - 3e du Trofeo Emilio Paganessi
  - 4e du championnat du monde du contre-la-montre juniors
  - 4e du championnat du monde sur route juniors
- 2007
  -  Champion de Russie du contre-la-montre espoirs
  - 7e du championnat d'Europe du contre-la-montre espoirs
- 2008
  -  Champion de Russie du contre-la-montre espoirs
  - 3e du Gran Premio Capodarco
  - 4e du championnat d'Europe du contre-la-montre espoirs
- 2009
  - 2e du championnat de Russie du contre-la-montre espoirs
- 2010
  - 3e du Mémorial Viktor Kapitonov
- 2011
  - 10e étape du Friendship People North-Caucasus Stage Race
- 2012
  - 2e du championnat de Russie du contre-la-montre
- 2018
  - Tour d'Iran - Azerbaïdjan :
    - Classement général
    - 2e étape

  - 2e du Tour du Frioul-Vénétie julienne

### Classements mondiaux
| Année           | 2007 | 2008 | 2009 | 2010  | 2011 | 2012 | 2013   | 2014 | 2015   | 2016   | 2017   |
| --------------- | ---- | ---- | ---- | ----- | ---- | ---- | ------ | ---- | ------ | ------ | ------ |
| UCI Europe Tour | 967e | 650e |      | 1186e | 988e | 537e | 1 152e | 941e | 1 013e | 1 109e | 1 784e |

## Palmarès sur piste

### Championnats du monde
- Londres 2016
  - 5e de la poursuite par équipes

### Coupe du monde
- 2012-2013
  - 2e de la poursuite par équipes à Cali
- 2015-2016
  - 1er de la poursuite par équipes à Cali (avec Alexander Serov, Sergey Shilov et Kirill Sveshnikov)
- 2016-2017
  - 2e de la poursuite par équipes à Cali
- 2017-2018
  - 2e de la poursuite par équipes à Minsk
  - 3e de la poursuite par équipes à Pruszków

### Autres compétitions
- 2015-2016
  - 3e de la poursuite à Cali

### Championnats d'Europe
| Édition / Épreuve | Poursuite par équipes |
| Berlin 2017       | Bronze                |

### Championnats de Russie
- 2017
  -  Champion de Russie de poursuite par équipes (avec Alexander Evtushenko, Mamyr Stash et Sergey Shilov)
- 2018
  - 2e de la poursuite par équipes